# Пам'ятки історії Валківського району
У Валківському районі Харківської області на обліку перебуває 56 пам'яток історії.
| № п/п | Охоронний номер пам’ятки | Місце знаходження, (адреса) пам’ятки                                 | Найменування пам’ятки | Автор, дослідник пам’ятки.Дата відкриття                      | Матеріал, з якого виготовлений пам’ятник. Основні розміри                                                          | Категорія охорони пам’ятки | Номер і дата рішення державних органів про взяття пам’ятки під охорону | Охоронна зона                                                 |
| ----- | ------------------------ | -------------------------------------------------------------------- | --- | ------------------------------------------------------------- | --- | -------------------------- | ---------------------------------------------------------------------- | ------------------------------------------------------------- |
| 1.    | 528                      | м. Валки, пл. Жовтнева                                               | Меморіальне кладовище борців за владу Рад. Поховано 14 чол.1918 — 1921 р. | 1921 р.                                                       | Обеліск — 8,0 м. Постамент — 0,7 м, цегла, цемент                                                                  | Місцева                    | № 61 від 25.01.72р.                                                    |                                                               |
| 2.    | 530                      | м. Валки вул. Перекопська, Рогозове кладовище                        | Братська могила радянських воїнів. Поховано 233 чол. 1941 р., 1943 р. | Харківська скульптурна фабрика 1954 р., 1985 р.               | Скульптура — 2,5 м, з/б. Постамент — 4,3 м, цегла, цемент                                                          | Місцева                    | № 61 від 25.01.72 р.                                                   | 25 м (Наказ правління культури і туризму від 10.09.09. № 234) |
| 3.    | 1903                     | м. Валки вул. Перекопська, Рогозове кладовище                        | Могила Новікова Т. П. — Героя Радянського Союзу 1974 р. | 1975 р.                                                       | Стела — 1,6х0,5х0,15 м, мармурова кришка                                                                           | -<<-                       | № 196 від 16.04.84р                                                    |                                                               |
| 4.    | 2536                     | м. Валки вул. Перекопська, Рогозове кладовище                        | Могила Романенка О. Д. — Героя Радянського Союзу 1989 р. | 1989 р.                                                       | Стела — 1,5×1,0 м, граніт                                                                                          | -<<-                       | № 975 від 18.09.97р.                                                   | 2 м. (Розпорядження ХОДА № 975 від 18.09.97 р.)               |
| 5.    | 2537                     | м. Валки вул. Перекопська, Рогозове кладовище                        | Могила Сметани М. І. — Героя Соціалістичної праці 1980 р. | 1991 р.                                                       | Стела — 1,7×1,0 м, граніт                                                                                          | -<<-                       | -<<-                                                                   | 2 м. (Розпорядження ХОДА № 975 від 18.09.97 р.)               |
| 6.    |                          | м. Валки, вул. Першого травня, 27                                    | Будинок, в якому мешкав засл. лікар України Д. М. Іванов. XIX ст. | Т. М. Борисова. 2000 р.                                       | Будинок цегляний одноповерховий                                                                                    | -<<-                       | Наказ УК ХОДА № 25 від 02.03.05 р.                                     |                                                               |
| 7.    | 529                      | м. Валки, пл. 50-річчя Жовтня                                        | Братська могила радянських воїнів. Поховано 79 воїнів. 1941р, 1943 р. | Харківська скульптурна фабрика 1983 р.                        | Скульптура — 4,15 м, мармурова кришка. Постамент — 1,94 м, з/б                                                     | -<<-                       | № 61 від 25.01.72р.                                                    | 25 м (Наказ правління культури і туризму від 10.09.09. № 234) |
| 8.    | 1906                     | м. Валки, пл. 50-річчя Жовтня                                        | Пам'ятний знак воїнам-землякам, загиблим на фронтах ВВВ.1941-1945 рр. | Харківська скульптурна фабрика 1983 р.                        | Стела 3,1х21,6х1,0 м, з/б, облицьована плиткою. Постамент — 2,25х28,55х0,27 м, з/б, цемент                         | -<<-                       | № 196 від 16.04.84р.                                                   |                                                               |
| 9     | 566                      | м. Валки, пр. Радянської Армії                                       | Пам'ятник Грабовському П. А., українському поету | 1956 р.                                                       | Стела з барельєфом — 1,0 м. Постамент — 1,25 м, з/б                                                                | -<<-                       | -<<-                                                                   |                                                               |
| 10.   | 1637                     | м. Валки, вул. Шевченка                                              | Пам'ятний знак воїнам Степного фронту. 1943 р. | 1974 р.                                                       | Танк Т-34 Постамент — 3,0 м, цегла                                                                                 | -<<-                       | № 13 від 12.01.81р                                                     |                                                               |
| 11.   | 2233                     | м. Валки                                                             | Пам'ятний знак жертвам фашизму. 1941–1943 рр. |                                                               | граніт | -<<-                       | № 183 від 20.04. 87р.                                                  |                                                               |
| 12.   | 531                      | с. Баранове Баранівської с/р                                         | Братська могила радянських воїнів. Поховано 418 воїнів. 1943 р. | Харківська скульптурна фабрика 1964 р.                        | Скульптура — 3,0 м, з/б. Постамент — 3,0 м, цегла, цемент                                                          | -<<-                       | № 61 від 25.01.72р.                                                    | 25 м (Наказ правління культури і туризму від 10.09.09. № 234) |
| 13.   | 1908                     | с. Баранове Баранівської с/р                                         | Пам'ятник воїнам-односельчанам. 1941–1945 рр. | Харківська скульптурна фабрика 1983 р.                        | 2 стели — 1,2х3,0х0,33 м, з/б. Постамент — 0,62х2,76х0,66 м                                                        | -<<-                       | № 196 від 16.04.84р.                                                   |                                                               |
| 14.   | 532                      | с. Благодатне Благодатненської с/р, в центрі                         | Братська могила радянських воїнів і пам'ятний знак воїнам-односельчанам. Поховано 520 чол. 1941 р., 1943 р. 1941–1945 рр.                                                          | Харківська скульптурна фабрика 1984 р.                        | Скульптура — 3,0 м, з/б. Постамент — 3,2 м, цегла, цемент                                                          | -<<-                       | № 61 від 25.01.72р.                                                    | 25 м (Наказ правління культури і туризму від 10.09.09. № 234) |
| 15.   | 1904                     | с. Буцьківка Шарівської с/р, кладовище                               | Могила Героя Радянського Союзу Буцького Й. І., 1980 р. | 1981 р.                                                       | Стела. 1,4х0,67х0,14 м. Постамент 0,3 м, граніт                                                                    | -<<-                       | № 196 від 16.04.84р.                                                   |                                                               |
| 16.   | 533                      | с. Велика Губщина Мельниківської с/р                                 | Братська могила радянських воїнів. Поховано 56 чол. 1943 р. | Харківська скульптурна фабрика 1957 р.                        | Скульптура — 3,0 м, з/б. Постамент — 2,5 м, цегла, цемент                                                          | -<<-                       | № 61 від 25.01.72р.                                                    | 25 м (Наказ правління культури і туризму від 10.09.09. № 234) |
| 17.   | 534                      | с. Високопілля Високопільської с/р, біля будинку культури            | Братська могила комісара Васильєвського і радянських воїнів. Поховано 270 чол. 1918 р., 1941 р., 1943 р.                                                                           | Харківська скульптурна фабрика 1982 р.                        | Скульптура — 4,2 м, мармурова кришка. Постамент — 0,9 м, з/б, мармурова кришка                                     | Місцева                    | № 61 від 25.01.72р.                                                    | 25 м (Наказ правління культури і туризму від 10.09.09. № 234) |
| 18.   | 1638                     | с. Високопілля Високопільської с/р                                   | Пам'ятник воїнам-односельчанам. 1941–1945 рр. | Скульпт. Литвинов В., арх. Павленко О. 1975 р.                | Скульптура — 2,5 м, мармурова кришка. Постамент — 1,2 м, цегла, цемент                                             | -<<-                       | № 13 від 12.01.81р.                                                    |                                                               |
| 19.   | 1902                     | с. Війтенки Баранівської с/р, кладовище                              | Братська могила жертв фашизму. Поховано 25 чол. 1942 р. | 1985 р.                                                       | Стела −1,8 м, мармурова кришка                                                                                     | -<<-                       | № 196 від 16.04.84р.                                                   | 25 м (Наказ правління культури і туризму від 10.09.09. № 234) |
| 20.   | 535                      | с. Гонтів Яр Гонтово-Ярської с/р                                     | Братська могила радянських воїнів і пам'ятний знак воїнам-односельчанам. Поховано 129 чол. 1941 р., 1943 р., 1941–1945 рр.                                                         | 1984 р.                                                       | Стели — мармурова кришка                                                                                           | -<<-                       | № 61 від 25.01.72р.                                                    | 25 м (Наказ правління культури і туризму від 10.09.09. № 234) |
| 21.   |                          | с. Гонтів Яр                                                         | Будинок школи, де вчився укр. письменник П. Й. Панч. 1898 р. | Т. М. Борисова. 2000 р.                                       | Будинок цегляний одноповерховий                                                                                    |                            | Наказ УК ХОДА № 25 від 02.03.05 р.                                     |                                                               |
| 22.   | 536                      | с. Добропілля, Старомерчіцької сел/р, біля Будинку культури          | Братська могила радянських воїнів і пам'ятний знак воїнам-односельчанам. Поховано 283 чол. 1941 р., 1943 р., 1941–1945 рр.                                                         | Харківська скульптурна фабрика 1959 р., 1985 р.               | Скульптура — 3,0 м, з\б. Постамент 2,5 м, цегла, цемент                                                            | -<<-                       | № 61 від 25.01.72р.                                                    | 25 м (Наказ правління культури і туризму від 10.09.09. № 234) |
| 24.   | 537                      | с. Заміське Заміської с/р                                            | Братська могила радянських воїнів. Поховано 14 чол. 1941 р., 1943 р. | Харківська скульптурна фабрика 1959 р.                        | Скульптура — 3,0 м, з/б. Постамент — 2,4 м, цегла, цемент                                                          | -<<-                       | № 61 від 25.01.72р.                                                    | 25 м (Наказ правління культури і туризму від 10.09.09. № 234) |
| 25.   | 1639                     | с. Заміське Заміської с/р                                            | Пам'ятний знак воїнам-односельчанам. 1941–1945 рр. | 1974 р.                                                       | Стела — 2,15х6,0х0,95 м, з/б                                                                                       | -<<-                       | № 13 від 12.01.81р.                                                    |                                                               |
| 26.   | 538                      | с. Кобзарівка Кобзарівської с/р                                      | Братська могила радянських воїнів. Поховано 113 чол. і пам'ятний знак воїнам-односельчанам. 1941 р., 1943 р. 1941–1945 рр.                                                         | Харківська скульптурна фабрика 1963 р., 1985 р.               | Скульптура — 3,3 м, з/б. Постамент — 2,0 м, цегла, цемент                                                          | -<<-                       | № 61 від 25.01.72р.                                                    | 25 м (Наказ правління культури і туризму від 10.09.09. № 234) |
| 27.   | 539                      | смт. Ков'яги Ков'язької сел/р                                        | Братська могила радянських воїнів. Поховано 226 чол. 1941 р., 1943 . | Харківська скульптурна фабрика 1951 р.                        | Скульптура — 2,5 м, з/б. Постамент — 4,0 м, цегла, цемент                                                          | -<<-                       | -<<-                                                                   | 25 м (Наказ правління культури і туризму від 10.09.09. № 234) |
| 28.   | 1909                     | смт. Ков'яги Ков'язької сел/р                                        | Пам'ятник воїнам-односельчанам. 1941–1945 рр. | 1983 р.                                                       | Стела — 2,2х4,4х0,33 м, з/б. Постамент — 0,22х5,0х0,8 м, з/б                                                       | -<<-                       | № 196 від 16.04.84р.                                                   |                                                               |
| 29.   | 543                      | с. КостівКостівської с/р                                             | Братська могила радянських воїнів і пам'ятний знак воїнам-односельчанам. Поховано 126 чол. 1941 р., 1943 р., 1941–1945 рр.                                                         | 1991 р.                                                       | Пам'ятний знак. 5,0 м, граніт                                                                                      | -<<-                       | № 61 від 25.01.72р.                                                    | 25 м (Наказ правління культури і туризму від 10.09.09. № 234) |
| 30.   | 544                      | с. Литвинівка Черемушнянської с/р                                    | Братська могила радянських воїнів і пам'ятний знак воїнам-односельчанам. Поховано 90 чол. 1941 р., 1943 р., 1941–1945 рр.                                                          | Харківська скульптурна фабрика 1959 р., 1985 р.               | Скульптура — 2,5 м, з/б. Постамент — 4,0 м, цегла, цемент                                                          | -<<-                       | -<<-                                                                   | 25 м (Наказ правління культури і туризму від 10.09.09. № 234) |
| 31.   | 545                      | с. Мельникове Мельниківської с/р, біля клубу                         | Братська могила радянських воїнів і пам'ятний знак воїнам-односельчанам. Поховано 129 чол. 1941 р., 1943 р., 1941–1945 рр.                                                         | Харківська скульптурна фабрика 1962 р., 1985 р.               | Скульптура — 3,0 м, з/б. Постамент — 2,9 м, цегла, цемент                                                          | -<<-                       | -<<-                                                                   | 25 м (Наказ правління культури і туризму від 10.09.09. № 234) |
| 32.   | 546                      | с. Минківка Минківської с/р                                          | Братська могила радянських воїнів і пам'ятний знак воїнам-односельчанам. Поховано 149 чол. 1941 р., 1943 р., 1941–1945 рр.                                                         | Харківська скульптурна фабрика 1984 р.                        | Скульптура — 2,5 м, з/б. Постамент — 4,0 м, цегла, цемент                                                          | Місцева                    | № 61 від 25.01.72 р.                                                   | 25 м (Наказ правління культури і туризму від 10.09.09. № 234) |
| 33.   | 2535                     | с. Минківка Минківської с/р                                          | Братська могила жертв фашизму. 1943 р. | 1988 р.                                                       | Стела — 1,5х0,5х0,15 м, мармурова кришка                                                                           | -<<-                       | № 975 від 18.09.97р.                                                   | 25 м. (Розпорядження ХОДА № 975 від 18.09.97 р.)              |
| 34.   | 548                      | с. Новий Мерчик Новомерчицької с/р                                   | Братська могила радянських воїнів і пам'ятний знак воїнам-односельчанам. Поховано 333 чол. 1941 р., 1943 р., 1941–1945 рр.                                                         | Харківська скульптурна фабрика 1964 р., 1984 р.               | Скульптура — 3,0 м, з/б. Постамент — 2,6 м, цегла, цемент. Дошки — мармур                                          | -<<-                       | № 61 від 25.01.72р.                                                    | 25 м (Наказ правління культури і туризму від 10.09.09. № 234) |
| 35.   | 549                      | с. Огульці Огульцівської с/р, парк                                   | Братська могила радянських воїнів і пам'ятний знак воїнам-односельчанам. Поховано 277 чол. 1941 р., 1943 р., 1941–1945 рр.                                                         | Харківська скульптурна фабрика 1984 р.                        | Скульптура — 2,5 м, мармурова кришка. Постамент — цегла, цемент                                                    | -<<-                       | -<<-                                                                   | 25 м (Наказ правління культури і туризму від 10.09.09. № 234) |
| 36.   | 551                      | с. Очеретове Сидоренківської с/р, біля клубу                         | Братська могила радянських воїнів і пам'ятний знак воїнам-односельчанам. Поховано 74 чол. 1941 р., 1943 р., 1941–1945 рр.                                                          | Харківська скульптурна фабрика 1952 р., 1985 р.               | Скульптура — 2,5 м, з/б. Постамент — 4,0 м, цегла, цемент                                                          | -<<-                       | -<<-                                                                   | 25 м (Наказ правління культури і туризму від 10.09.09. № 234) |
| 37.   | 552                      | с. Перекіп Перекіпської с/р                                          | Братська могила радянських воїнів і пам'ятний знак воїнам- односельчанам. 1941 р., 1943 р., 1941–1945 рр.                                                                          | 1982 р., 1990 р.                                              | Стела — 1,25х2,8х0,5 м, мармурова кришка. Постамент — 0,4х2,8х0,4 м, з/б. Дошки — метал                            | -<<-                       | -<<-                                                                   | 25 м (Наказ правління культури і туризму від 10.09.09. № 234) |
| 38.   | 553                      | с. Рідкодуб Олександрівської с/р                                     | Братська могила радянських воїнів і пам'ятний знак воїнам-односельчанам. Поховано 95 чол. 1941 р., 1943 р., 1941–1945 рр.                                                          | Харківська скульптурна фабрика. 1954 р., 1985 р.              | Скульптура — 2,5 м, з/б. Постамент — 4,5 м, цегла, цемент                                                          | -<<-                       | -<<-                                                                   | 25 м (Наказ правління культури і туризму від 10.09.09. № 234) |
| 39.   | 554                      | с. Різдвяне Мельниківської с/р, біля школи                           | Братська могила радянських воїнів і пам'ятний знак воїнам-односельчанам. Поховано 104 чол. 1941 р., 1943 р., 1941–1945 рр.                                                         | Харківська скульптурна фабрика. 1965 р., 1985 р.              | Скульптура — 2,5 м, з/б. Постамент — 2,5 м, цегла, цемент                                                          | -<<-                       | -<<-                                                                   | 25 м (Наказ правління культури і туризму від 10.09.09. № 234) |
| 40.   | 2234                     | с. Серпневе Благодатненської с/р                                     | Пам'ятник воїнам-односельчанам. 1941–1945 рр. | 1984 р.                                                       | Стела — 6,0 м, мармурова кришка                                                                                    | -<<-                       | № 183 від 20.04.87р.                                                   |                                                               |
| 41.   | 556                      | с. Сидоренкове Сидоренківської с/р                                   | Братська могила радянських воїнів, пам'ятний знак Богачову В. Г. — Герою Радянського Союзу, пам'ятний знак воїнам-односельчанам. Поховано 134 чол. 1941 р., 1943 р., 1941–1945 рр. | Харківська скульптурна фабрика 1985 р., 1973 р.               | Скульптура мармурова кришка. Стела — 1,3х0,77х0,56 м, граніт                                                       | -<<-                       | № 61 від 25.01.72р.                                                    | 25 м (Наказ правління культури і туризму від 10.09.09. № 234) |
| 42.   | 1641                     | с. Сидоренкове Сидоренківської с/р                                   | Пам'ятник В.І.Леніну | Скульпт. Агібалов В. І. 1983 р.                               | Скульптура — 3,5 м, мармур. Постамент — 1,95 м, цегла, граніт                                                      | -<<-                       | № 13 від 12.01.81р.                                                    |                                                               |
| 43.   | 557                      | с. Сніжків Сніжківської с/р, біля Будинку культури                   | Братська могила радянських воїнів і пам'ятний знак воїнам-односельчанам. Поховано 201 чол. 1941 р., 1943 р., 1941–1945 рр.                                                         | 1984 р.                                                       | Стела — 2,0 м, мармурова кришка.                                                                                   | -<<-                       | № 61 від 25.01.72р.                                                    | 25 м (Наказ правління культури і туризму від 10.09.09. № 234) |
| 44.   | 566                      | с. Сніжків Сніжківської с/р, на кладовищі                            | Могила Нерівного Д. В. — Героя Соціалістичної Праці 1956 р. | 1957 р.                                                       | Обеліск — 1,7 м, граніт                                                                                            | Місцева                    | № 61 від 25.01.72р.                                                    |                                                               |
| 45.   | 2538                     | с. Сніжків Сніжківської с/р                                          | Пам'ятний знак жертвам голодомору.1932-1933 рр. | 1993 р.                                                       | Стели — 2,0х2,0х0,25 м, мармурова кришка                                                                           | -<<-                       | № 975 від 18.09.97р.                                                   | 10 м. (Розпорядження ХОДА № 975 від 18.09.97 р.)              |
| 46.   | 559                      | с. Старі Валки Гонтов-Ярської с/р, біля клубу                        | Братська могила радянських воїнів і пам'ятний знак воїнам-односельчанам. Поховано 24 чол. 1941 р., 1943 р., 1941–1945 рр.                                                          | Харківська скульптурна фабрика 1965 р., 1985 р.               | Скульптура — 2,5 м, з/б. Постамент — 3,5 м, цегла, цемент                                                          | -<<-                       | № 61 від 25.01.72р.                                                    | 25 м (Наказ правління культури і туризму від 10.09.09. № 234) |
| 47.   | 558                      | смт. Старий Мерчик Старомерчицької сел/р, біля будинку селищної Ради | Братська могила радянських воїнів. Поховано 275 чол. 1941 р., 1943 р. | Харківська скульптурна фабрика 1975 р.                        | Скульптура — 2,5 м, мармурова кришка. Постамент −2,0 м, з/б                                                        | -<<-                       | -<<-                                                                   | 25 м (Наказ правління культури і туризму від 10.09.09. № 234) |
| 48.   | 1636                     | смт. Старий Мерчик Старомерчицької сел/р, на кладовищі               | Братська могила радянських воїнів і пам'ятний знак воїнам-землякам. Поховано 22 чол. 1943 р.,1941-1945 рр.                                                                         | Харківська скульптурна фабрика 1975 р.                        | Скульптура — 3,0 м, з/б. Постамент — 1,5 м, цегла, цемент. Плити — метал                                           | -<<-                       | № 13 від 12.01.81р.                                                    | 25 м (Наказ правління культури і туризму від 10.09.09. № 234) |
| 49.   |                          | смт. Старий Мерчик                                                   | Палацово-парковий ансамбль (1776–1778 рр.), що належав відомим родинам: Шидловським, Духівським, Орловим-Денисовим. XVIII-поч. XX ст.                                              | П. В. Губський, краєзнавець                                   | Палац цегляний двоповерховий, будинок службовий двоповерх., 2-а флігелі одноповерх., комора двоповерх., англ. парк | -<<-                       | Наказ УК ХОДА № 25 від 02.03.05 р.                                     |                                                               |
| 50.   |                          | смт. Старий Мерчик, біля садиби Шидловських-Духівських               | Історико-археологічний об'єкт. Камінь зі слідами обробки (жертовник-?). | Зінухов О. М., Дідик В. В., наук. співробітники ОКЗ «ХНМЦОКС» | Камінь — пісковик                                                                                                  | -<<-                       | Наказ управління культури і туризму № 394 від 20.12.06.                |                                                               |
| 51.   |                          | смт. Старий Мерчик, біля садиби Шидловських-Духівських               | Кам'яна баба | Зінухов О. М., Дідик В. В., наук. співробітники ОКЗ «ХНМЦОКС» | Камінь | -<<-                       | Наказ управління культури і туризму № 394 від 20.12.06.                |                                                               |
| 52.   | 561                      | с. Черемушна Черемушняньської с/р, біля школи                        | Братська могила радянських воїнів і пам'ятний знак воїнам — односельчанам. Поховано 236 чол. 1941 р., 1943 р., 1941–1945 рр.                                                       | Харківська скульптурна фабрика 1985 р.                        | Скульптура — 2,5 м, з/б. Постамент — 3,5 м, цегла, цемент                                                          | -<<-                       | № 61 від 25.01.72р.                                                    | 25 м (Наказ правління культури і туризму від 10.09.09. № 234) |
| 53.   | 1905                     | с. Черемушна Черемушняньської с/р, біля школи                        | Могила Борща М. Т. — голови Комишуваського ревкому. 1921 р. | 1951 р., 1984 р.                                              | Стела — мармурова кришка                                                                                           | -<<-                       | № 196 від 16.04.84р.                                                   |                                                               |
| 54.   | 562                      | с. Шарівка Шарівської с/р                                            | Братська могила радянських воїнів. Поховано 278 чол.1941 р., 1943 р. | Харківська скульптурна фабрика 1982 р.                        | Скульптура — 3,5 м, мармурова кришка. Постамент — 0,85 м, з/б                                                      | -<<-                       | № 61 від 25.01.72р.                                                    | 25 м (Наказ правління культури і туризму від 10.09.09. № 234) |
| 55.   | 1911                     | с. Шарівка Шарівської с/р                                            | Пам'ятний знак воїнам-односельчанам.1941-1945 рр. | 1982 р.                                                       | Стела — 1,25 м, з/б, цемент. Постамент — 0,4 м, з/б, цемент                                                        | -<<-                       | № 196 від 16.04.84р.                                                   |                                                               |
| 56.   | 563                      | с. Шевченкове Шарівської с/р, біля клубу                             | Братська могила радянських воїнів і пам'ятний знак воїнам-односельчанам. Поховано 175 чол. 1941 р., 1943 р., 1941–1945 рр.                                                         | Харківська скульптурна фабрика 1965 р., 1983 р.               | Скульптура — 3,0 м, з/б. Постамент — 2,5 м, цегла, цемент                                                          | Місцева                    | № 61 від 25.01.72р.                                                    | 25 м (Наказ правління культури і туризму від 10.09.09. № 234) |
|       |                          |                                                                      | |                                                               | |                            |                                                                        |                                                               |

## Джерело
Лист Харківської Облдержадміністрації на запит ВМ УА від 28 березня 2012. Файли доступні на сайті конкурсу WLM [Архівовано 26 березня 2018 у Wayback Machine.].